# Polanowo (obwód Chaskowo)
Polanowo (bułg. Поляново) – wieś w południowej Bułgarii, w obwodzie Chaskowo, w gminie Charmanli. Według danych Narodowego Instytutu Statystycznego, 31 grudnia 2011 roku wieś liczyła 282 mieszkańców.